# Obisia Nwankpa
Obisia Nwankpa (* 19. Mai 1950 in Lagos; † 2. Juni 2025) war ein nigerianischer Boxer.

## Werdegang
Obisia Nwankpa gewann 1972 bei den Afrikameisterschaften in Nairobi Silber in der Klasse bis 63,5 kg. Es folgten zwei Goldmedaillen bei den Afrikaspielen 1973 sowie bei den British Commonwealth Games 1974.  
Darüber hinaus trat Nwankpa bei den Olympischen Sommerspielen 1972 in München im Halbweltergewichtsturnier an. Dort unterlag er in seinem Erstrundenkampf Laudiel Negrón aus Puerto Rico. Bei den Olympischen Sommerspielen 1976 war er erneut im Halbweltergewichtsturnier gemeldet, trat jedoch seinen Wettkampf nicht an. Ein Jahr später wurde Nwankpa Profiboxer und gewann zwischen November 1977 und April 1980 alle seine 17 Kämpfe. 1981 forderte er den US-Amerikaner Saoul Mamby zum Kampf um den WBC-Weltmeistertitel im Halbweltergewicht heraus. Mamby siegte jedoch nach geteilter Entscheidung. Im September 1991 bestritt er dann seinen letzten Kampf, wo er unterlag. Anschließend wurde er Trainer und betreute das nigerianische Team bei den Olympischen Sommerspielen 2004 in Athen und 2008 in Peking. 
Obisia Nwankpa starb im 2. Juni 2025, nachdem er wenige Monate zuvor an Demenz erkrankt war.